# Rottenführer
Rottenführer (Português: líder de seção) foi uma patente paramilitar do NSDAP, criada em 1932. A patente de Rottenführer foi usada por vários grupos paramilitares nazistas, como a SA e a SS, como uma patente superior a Sturmmann (Português: tropa de choque).
A insígnia do Rottenführer consistia em duas listras duplas de prata em um remendo de colarinho. Em uniformes da SS cinza de campo, as divisas de manga de um Obergefreiter (Anspeçada) também eram usadas.

## Criação
O Rottenführer foi estabelecido pela primeira vez em 1932 como uma classificação SA devido a uma expansão da organização exigindo um número maior de cargos alistados. Como as primeiras fileiras da SS eram idênticas às fileiras da SA, o Rottenführer tornou-se uma patente da SS ao mesmo tempo.
Rottenführer foi a primeira posição das SS e SA a ter comando sobre outras tropas paramilitares. Eles comandavam um rotte (Português: equipe, igual a um esquadrão ou seção) geralmente com não mais que cinco a sete pessoas. Um Rottenführer, por sua vez, respondia a um Scharführer.
Depois de 1934, uma reestruturação das fileiras da SS tornou o Rottenführer júnior no novo posto de SS-Unterscharführer, embora na SA a classificação continuasse imediatamente abaixo da de Scharführer.

## Usos
| Waffen-SS       | Heer            | Luftwaffe       | Kriegsmarine               |
| --------------- | --------------- | --------------- | -------------------------- |
| SS-Schütze      | Schütze         | Flieger         | Matrose                    |
| SS-Oberschütze  | Oberschütze     | Flieger         | Matrose                    |
| SS-Sturmmann    | Gefreiter       | Gefreiter       | Matrosengefreiter          |
| SS-Rottenführer | Obergefreiter   | Obergefreiter   | Matrosenobergefreiter      |
| Sem equivalente | Sem equivalente | Hauptgefreiter  | Matrosenhauptgefreiter     |
| Sem equivalente | Stabsgefreiter  | Stabsgefreiter  | Matrosenstabsgefreiter     |
| Sem equivalente | Sem equivalente | Sem equivalente | Matrosenoberstabsgefreiter |

```
Dentro da 
Waffen-SS
, o 
Rottenführer
 era considerado equivalente a um 
Obergefreiter
 na 
Wehrmacht
 alemã.
[
1
]
 Para fins de pagamento, um 
Rottenführer
 com mais de cinco anos de serviço era conhecido administrativamente como 
Rottenführer
 (2. 
Gehaltsstufe
) e recebia o mesmo que um 
Stabsgefreiter
 do 
Exército
. Não houve diferença na insignia 
Rottenführer
, e a designação 
Gehaltsstufe
 foi usada apenas em correspondência escrita e nunca em endereçamento verbal de classificação.
[
4
]
```

Aqueles que aspiravam a uma promoção acima do Rottenführer eram obrigados a passar por uma avaliação de promoção e avaliação de habilidades de combate, durante o qual o Rottenführer era conhecido pelo título Unterführer-Anwärter (Português: candidato a líder júnior). Waffen-SS Rottenführer também tinha a opção de buscar uma comissão de oficial através da nomeação como SS-Junker.
Rottenführer também era um posto da Juventude Hitlerista, onde a posição era considerada um título de líder de esquadrão júnior. Um posto de Oberrottenführer também existia na Juventude Hitlerista.